# Engers
Engers war bis 1970 eine eigenständige Stadt und ist heute ein Stadtteil von Neuwied. Engers gilt als die älteste römische Siedlung am rechten Rheinufer.

## Geographie
Engers liegt am rechten Ufer des Mittelrheins bei Rheinkilometer 601, am Fuß des Westerwalds, zwischen Neuwied und Bendorf, ca. 12 km nördlich von Koblenz im Neuwieder Becken.
Der südöstlichste Punkt befindet sich etwa auf Höhe der Saynmündung, Engers reicht stromabwärts bis ins Engerser Feld bei Block und Neuwied und nördlich bis an die Bundesstraße 42.

## Geschichte

### Ortsname
Engersgau: Im Namen des Engersgaus tritt Engers zum ersten Mal in der geschriebenen Geschichte hervor. Der Gau ist nach seinem Hauptort benannt und verschwindet um 1100 endgültig aus den Akten.
Engers: Der althochdeutsche Name Angar, der so viel wie „freie Ebene“ bedeutet, scheint die ursprünglichste Wortform für Engers zu sein. Die Vokalalternanzen sind auf die Einwirkungen des Primärumlauts sowie auf die Folgen der Endsilbenabschwächung zurückzuführen: ahd. angar → ahd. anger → mhd. enger. Der Begriff Anger bezeichnet noch im Mittelhochdeutschen eine Dorfwiese in Gemeindebesitz und lässt auf die bäuerliche Grundlage der Ansiedlung Engers schließen; vgl. den zweiten Teil der Carmina Burana: „Uf dem Anger“ von Carl Orff.
Engersbach: Die Benennung des Ortes ist wohl auf den Engersbach, der sich durch die althochdeutschen Wörter „Angar“ (Engers) und „Isa“ (Bach) zusammensetzen lässt, zurückzuführen.
Cunen-Engers: Der Trierer Kurfürst Kuno von Falkenstein wandelte im 14. Jahrhundert das Bild und die Bedeutung von Engers durch seine Maßnahmen für den Ort, Schlossbau, Zoll und Stadtmauer, so dass Engers zeitweise diesen Beinamen bekommt.
Kaltenengers: Dieser Ort gehört nicht zu Engers, liegt jedoch auf der gegenüberliegenden Rheinseite. Er wird 1302 als Klein-Engers und 1438 als Callen-Engers in Urkunden und Akten erwähnt.

### Eisenzeit
Die 600-Jahr-Feier beging Engers im Jahr 1957, doch die Gegend ist schon viel länger bewohnt. Die ältesten Siedlungsspuren stammen aus der Jungsteinzeit, das älteste Gräberfeld aus 40 Gräbern sowie einige bronzezeitliche Gegenstände sind in die Zeit 800–600 v. Chr. einzuordnen.

### Antike
Unter Julius Caesar fand hier 55 vor Christus wahrscheinlich der historisch bedeutsame Brückenschlag von Urmitz aus über den Rhein statt, um die germanischen Sugambrer zu bestrafen. Der exakte Ort, an dem die Brücke gebaut wurde, ist umstritten, doch wurden 1885 mit einem Dampfbagger Reste von Eichenpfählen aus dem Rhein ausgegraben, die später mit Hilfe moderner Methoden auf die Mitte des 1. Jahrhunderts v. Chr. bestimmt werden konnten.
Zur Zeit der römischen Besatzung schon befand sich bei Engers ein Hafen, dessen Überreste heute noch zu sehen sind. Um 1800 konnte man bei Niedrigwasser Pfahlreste davon entdecken.
Im vierten Jahrhundert entstand ein römisches Kastell in Engers. Noch heute sind in den Rheinanlagen die Überreste des so genannten Burgus Neuwied-Engers zu finden. Diese wurden 1951 durch Josef Röder vom Rheinischen Landesmuseum Trier freigelegt und erforscht.
Nur wenige Kilometer entfernt verlief der Limes, wo man im Wald bei Sayn noch heute einen rekonstruierten römischen Wachturm besichtigen kann.

### Mittelalter

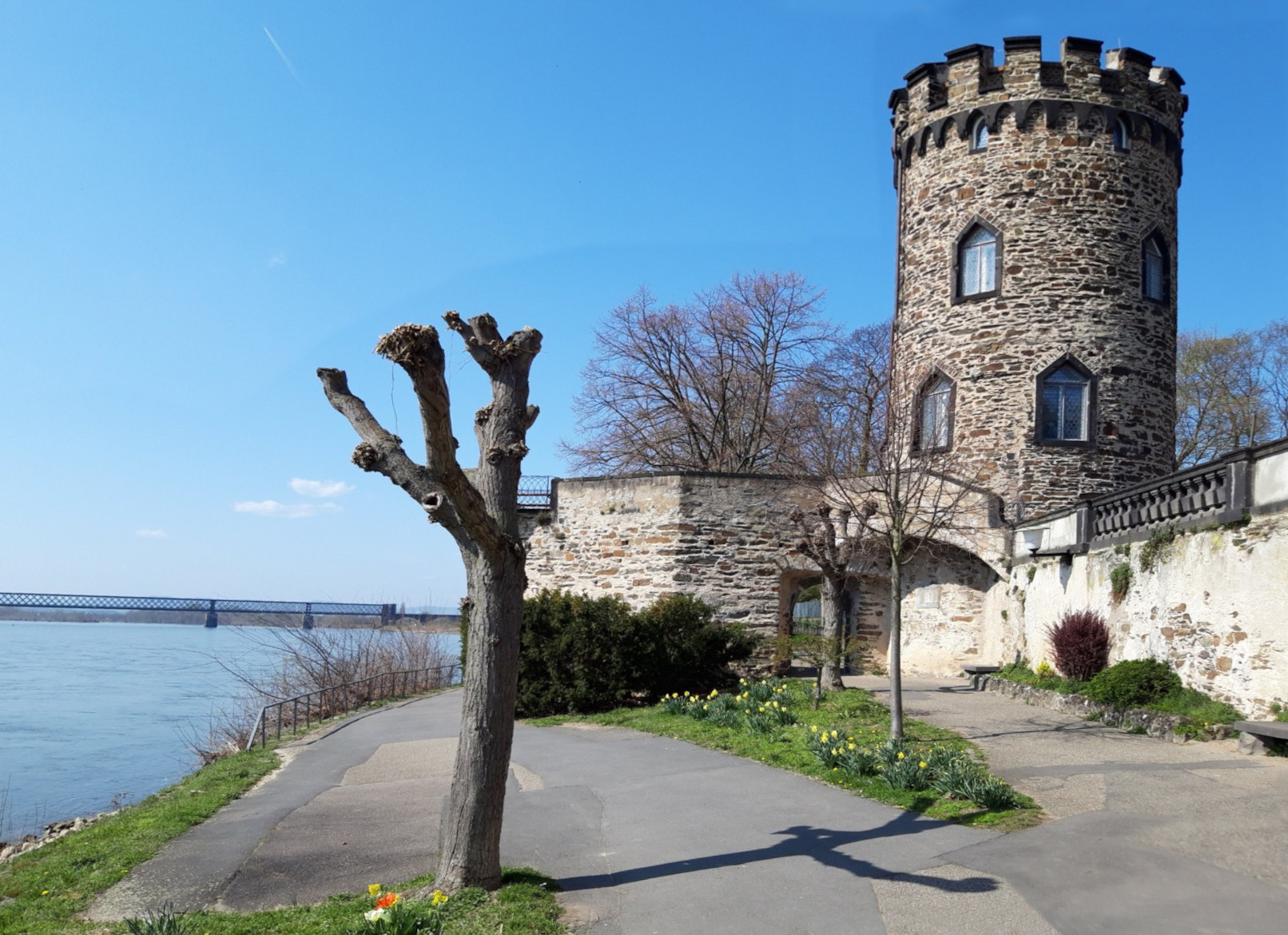
Grauer Turm (Graven Turm), erbaut 1357–1371 von Graf Wilhelm I. zu Wied

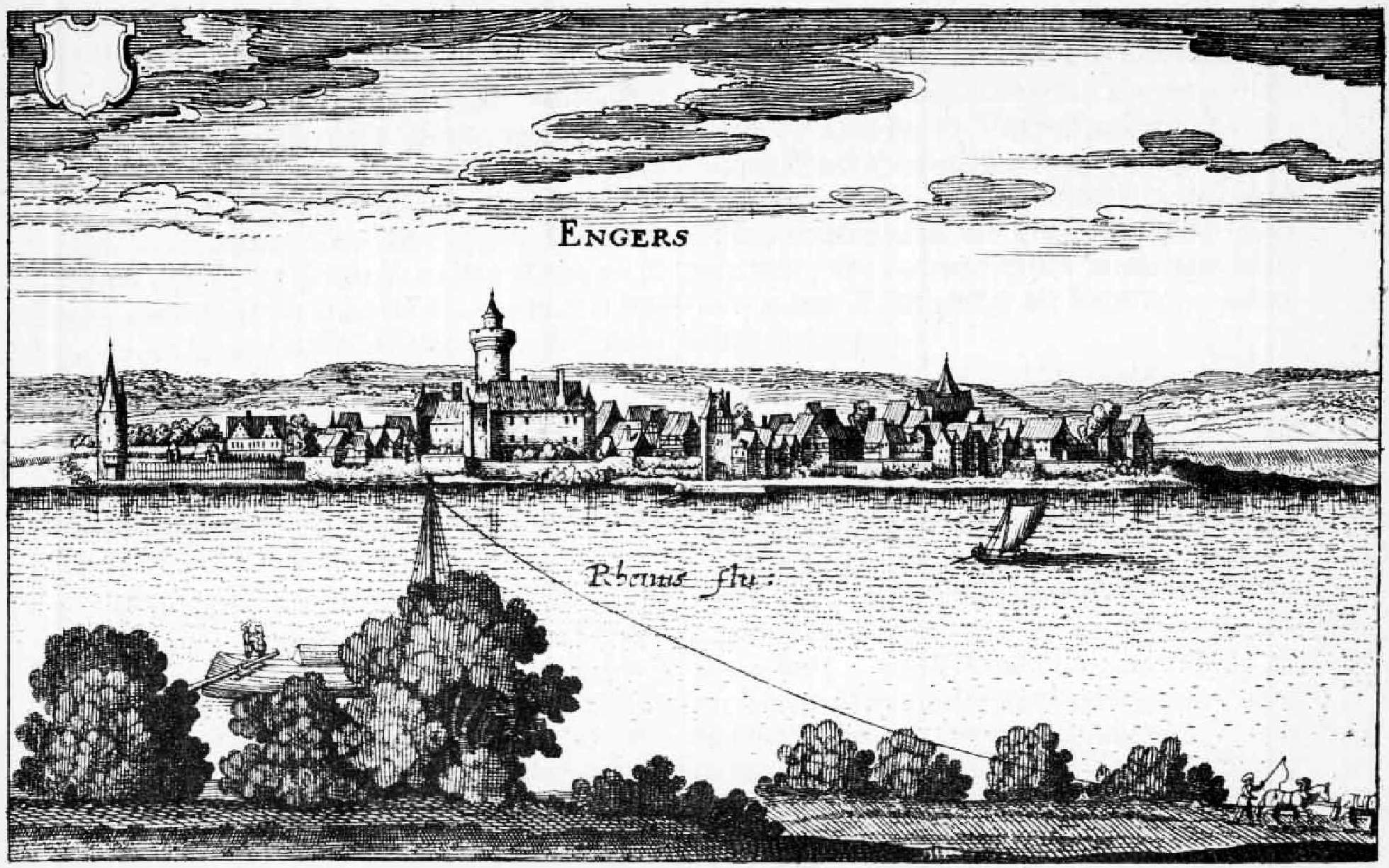
Engers in einem Kupferstich von Merian um 1650

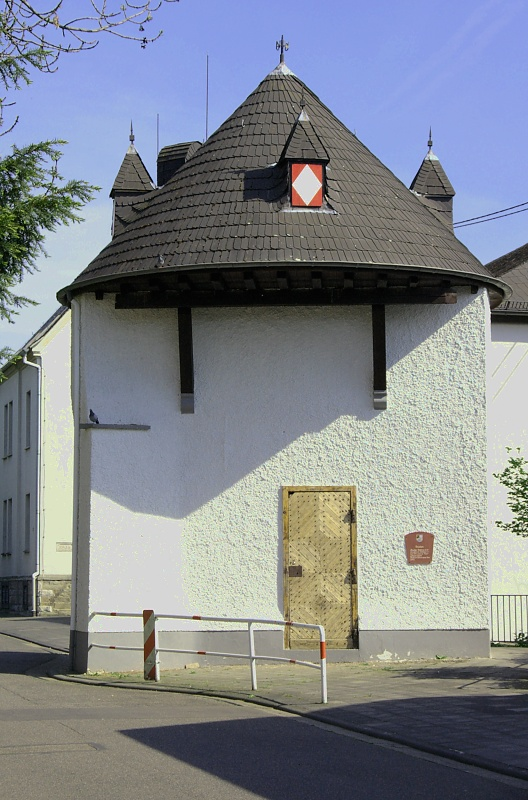
Ehemaliger Wachturm „Duckesje“

In fränkischer Zeit war Engers namensgebender Hauptort des karolingischen Verwaltungsbezirks Engersgau, der am 24. Juni 773 im Lorscher Codex erstmals erwähnt wird.
Dieser Gau grenzte im Norden an die ripuarischen Landschaften Ahrgau und Auelgau an der Sieg. Von südlich der heutigen Stadt Bad Honnef aus folgte die Grenze der Wasserscheide zwischen Sieg und Wied bis zur Wiedquelle, sprang zur Gelbachquelle über und folgte diesem Bach bis zur Mündung der Lahn in Langenau. Lahn und Rhein umschlossen den Gau nach Süden und Westen.
Am 7. Februar 1357 erhielt Graf Wilhelm I. von Wied (1324–1383) in Maastricht von Kaiser Karl IV. die  Stadt- und Marktrechte für Engers.
erlaubt dem grafen Wilhelm zu Wied und dessen erben auf die an ihn gebrachte bitte, ihr dorf zu Engers auf dem Rhein mit graben, mauern, thürmen, erkern, pforten und anderem zu befestigen und zu einer gemauerten stadt zu machen, und gibt den leuten, die darin wohnen mit feuer und mit flamme, solche freiheit, wie die bürger von Friedberg in der Wetterau haben.
1357–1371 errichtete Graf Wilhelm I. zu Wied am Rhein den ersten Turm der Stadtbefestigung, den heutigen Grauen Turm. In der Zeit seiner Errichtung wurde er Graven (Grafen-)Turm genannt. Durch Schreibfehler wurde aus dem Graven Turm der heutige Name „Grauer Turm“. Der Turm hatte ursprünglich eine Spitzhaube und der Gang zum Rhein war überdacht. Graf Wilhelm I. zu Wied wollte von hier Rheinzoll erheben.

#### Die Fehde zwischen Graf Wilhelm I. zu Wied. und Erzbischof Kuno II. von Falkenstein
Die Chronik der Stadt Limburg und die Chronik der Stadt Mainz berichten, dass um den 16. März 1371 niederländische Kaufleute rheinaufwärts zur Frankfurter Messe ziehen wollten. Bei Andernach, im Geleit und Gebiet des Kölner Erzbischofs Friedrich III. von Saarwerden (1370–1414), nahmen Graf Wilhelm von Wied (1324–1383) und Salentin V. von Isenburg (1368–1419) unterhalb Engers einigen Kaufleuten Tuch im Wert von über 4000 Gulden ab. Graf Wilhelm fühlte sich in Köln ungerecht behandelt und hatte deshalb zur Selbsthilfe gegriffen. Die beiden brachten das Raubgut nach Isenburg. Erzbischof von Trier Kuno II. von Falkenstein (1362–1388) zog mit Unterstützung von Bürgern aus Köln und Aachen nach Isenburg und nahm den Räubern die Beute wieder ab. Dann drang er in wiedisches und isenburgisches Gebiet ein und verwüstete Land, Burgen, Städte und Dörfer und brachte grossen verderblichen Schaden. Graf Wilhelm musste am 25. April 1371 zur Sühne mit den Kaufleuten Dierdorf, Rückeroth und Rohrburg übergeben. Am Rhein nahm Erzbischof Kuno II. von Falkenstein ihm Dorf und Gericht Engers ab und baute dort eine Burg, die Cuno Stein genannt wurde. Den Kaufleuten wurde das Geraubte letztendlich zurückgegeben.

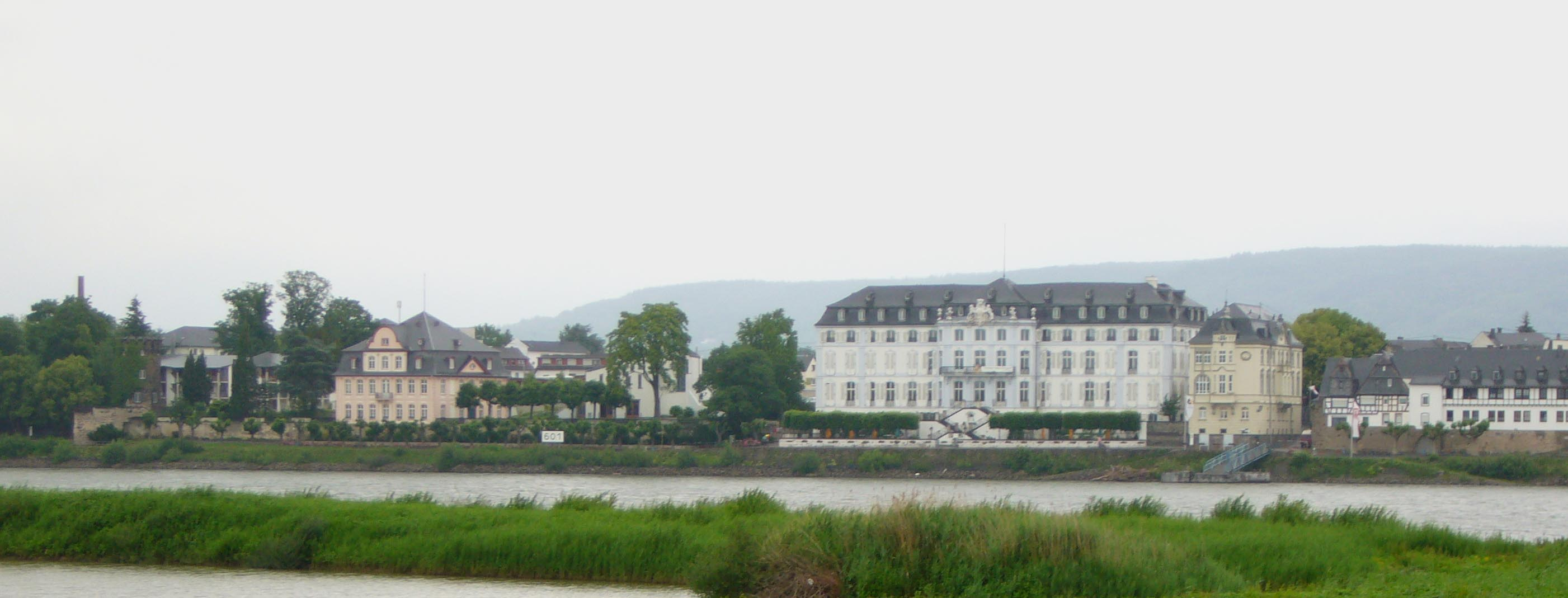
Rheinansicht Engers

1371 beginnt Erzbischof Kuno II. von Falkenstein den Bau der Burg Cunostein und die Errichtung einer Stadtbefestigung, im Halbkreis von der heute noch stehenden Zollstation, dem sogenannten „Grauen Turm“ (Baubeginn ungefähr 1378), bis zum „Duckesje“ am anderen Ende.
1412 wird der Rheinzoll, unter Werner von Falkenstein, von Burg Stolzenfels bei Koblenz nach Engers verlegt. Aufgrund der ungünstigen Wasserverhältnisse fällt er später wieder zurück an Koblenz.

### Neuzeit
Während des Dreißigjährigen Krieges wurde Engers zusammen mit Sayn (1632 oder 1633) von schwedischen Truppen besetzt, die jedoch nach drei Jahren den Kaiserlichen Truppen weichen mussten. Diese beschossen dabei die Burg Kunostein so heftig, dass sie danach baufällig war.
Die Pest ließ 1662 nur fünf Familien in Engers überleben. Aus dem benachbarten Reil, welches unbefestigt war und oft geplündert wurde, zogen Menschen in die leer gewordenen Häuser ein, so dass 1684 schon wieder 59 Familien in Engers gezählt wurden.
Mit dem Einzug der französischen Revolutionstruppen 1794, flüchtete Clemens Wenzeslaus von Sachsen aus Koblenz, und Engers wurde besetzt.
1815 wurde Engers preußisch und blieb dies bis 1945. Seit 1863 befand sich im Schloss Engers eine preußische Kriegsschule, die bis zum Ersten Weltkrieg bestand.
Nach dem Ersten Weltkrieg kam Engers zunächst bis 1922 unter US-amerikanische, danach bis 1926 unter französische Besatzung. Am 17. März 1933 wurde der seit dem Ersten Weltkrieg regierende Bürgermeister Darius durch das NS-Regime für abgesetzt erklärt. In der Reichspogromnacht am 9. November 1938 gab es auch in Engers Übergriffe auf jüdische Familien. Im Zweiten Weltkrieg flogen die Alliierten zahlreiche Luftangriffe auf Engers. Nach der Einnahme der Ludendorff-Brücke bei Remagen am 7. März 1945 wurde die Eisenbahnbrücke zwischen Engers und Urmitz am 9. März um 7:30 Uhr gesprengt, obwohl sich noch hunderte Menschen – meist deutsche Soldaten auf dem Rückzug – auf der Brücke befanden.

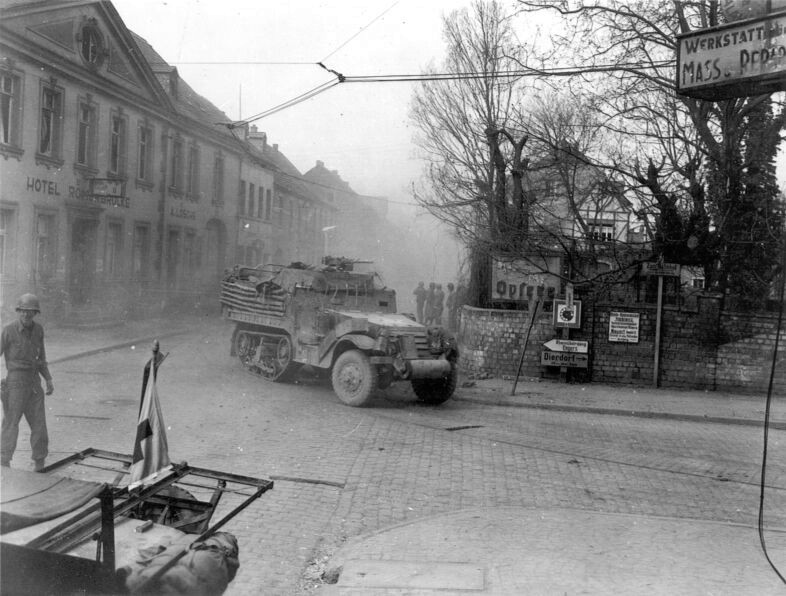
Halbkettenfahrzeuge der 9. US-Panzerdivision rücken durch Engers vor (27. März 1945)

Mit Sprengung dieser Brücke durch deutsche Pioniere waren sämtliche Verbindungen zum linken Rheinufer unterbrochen. Alliierte Truppen kamen am Palmsonntag, dem 25. März 1945, bis nach Engers, womit die direkten Kampfhandlungen in diesem Frontabschnitt beendet waren.
Im Jahr 1995 nahm die rheinland-pfälzische Landesstiftung Villa Musica im Schloss Engers ihren Akademiebetrieb auf. 2003 erhielt die Landesmusikakademie Rheinland-Pfalz ihre neue Heimat im Engerser Meisterhaus nahe dem Heinrich-Haus.

### Ehemalige Stadt Engers
Engers gehörte bis 1803 zum Amt Bergpflege im Kurfürstentum Trier. 1803 wurden die rechtsrheinischen vorherigen kurtrierischen Gebiete dem Fürstentum Nassau-Weilburg zugesprochen, das 1806 im Herzogtum Nassau aufging. Aufgrund der auf dem Wiener Kongress geschlossenen Verträge kam Engers 1815 zum Königreich Preußen. Engers wurde Sitz der Bürgermeisterei Engers im Kreis Koblenz und im Regierungsbezirk Koblenz. 1822 wurde Engers dem Kreis Neuwied zugeordnet.
Am 2. Juni 1957 gab die Landesregierung der Gemeinde die durch die rheinische Städteordnung von 1856 formell verloren gegangenen Stadtrechte wieder zurück.
Im Zuge der Mitte der 1960er Jahre begonnenen rheinland-pfälzischen Gebiets- und Verwaltungsreform wurde durch das „Achte Landesgesetz über die Verwaltungsvereinfachung im Lande Rheinland-Pfalz“ vom 28. Juli 1970, das am 7. November 1970 in Kraft trat, die Stadt Engers der neuen Stadt Neuwied zugeordnet. Mit Beschluss des Stadtrats Neuwied vom 22. Januar 1971 wurde Engers ein Stadtteil. Ein Ortsbeirat und ein Ortsvorsteher vertreten es seit 2001.

### Wappen
|                                    | Ehemaliges Stadtwappen |
| Wappen der ehemaligen Stadt Engers | Blasonierung: „In Silber ein (wachsender) linksgewendeter goldnimbierter und goldhaariger silberner römischer Soldat in goldener Tunika und blauem Waffenrock, ebensolchem Kreuzbrustgurt und Helm mit rotem Helmbusch, in einen langen, weiten, roten Umhang gehüllt, mit der Linken dessen Saum hebend, mit der Rechten mit silbernem, fast verdecktem Schwert den Umhang teilend, links ein kleiner, kniender, den Mantel greifend, unbekleideter, goldhaariger, silberner Mann, in der Schildfußmitte belegt mit einem silbernen Schildchen, darin ein durchgehendes rotes Balkenkreuz.“ |
| Wappen der ehemaligen Stadt Engers | Wappenbegründung: Das ehemalige Wappen stellt St. Martin, den Schutzpatron der Kirche zu Engers, bei einer mildtätigen Handlung als gallorömischen Offizier dar, im Schildfuß das kurtrierische Wappen. |

## Politik

### Ortsbeirat
Der Ortsbeirat in Engers besteht aus 8 Ratsmitgliedern, die bei der Kommunalwahl am 9. Juni 2024 in einer personalisierten Verhältniswahl gewählt wurden, und dem ehrenamtlichen Ortsvorsteher als Vorsitzendem.
Die Sitzverteilung im Ortsbeirat:
| Wahl | SPD | CDU | FWG | Gesamt  |
| ---- | --- | --- | --- | ------- |
| 2024 | 2   | 5   | 1   | 8 Sitze |
| 2019 | 3   | 4   | 1   | 8 Sitze |
| 2014 | 3   | 4   | 1   | 8 Sitze |
| 2009 | 4   | 3   | 1   | 8 Sitze |

- FWG = Freie Wählergruppe Neuwied e. V.

### Ortsvorsteher
Ehrenamtlicher Ortsvorsteher seit 2014 ist Dieter Neckenig (CDU). Bei den Direktwahl am 26. Mai 2019 wurde er für weitere fünf Jahre in seinem Amt bestätigt. Bei der Direktwahl am 9. Juni 2024 setzte er sich mit einem Stimmenanteil von 52,4 % gegen einen Mitbewerber durch.

## Sehenswürdigkeiten
Schloss Engers
Johann Philipp von Walderdorff, Erzbischof und Kurfürst von Trier sowie Fürstbischof von Worms, erbaute das direkt am Rheinufer gelegene Schloss Engers zwischen 1759 und 1764 als Jagd-, Lust- und Sommerschloss nach Plänen von Johannes Seiz.
Altes Rathaus und Schlossschenke
Das Alte Rathaus von 1642 und die Schlossschenke von 1621 stehen in der Ortsmitte gegenüber dem Schlosshof.
Alte Stadtbefestigung
Von der 1371 begonnenen Stadtbefestigung sind noch Teile erhalten. Der „Graue Turm“ steht an der Rheinuferpromenade, das „Duckesje“ und ein weiterer Wehrturm stehen bei der Katholischen Kirche. Auch von der Stadtmauer sind Teile erhalten.
Alte Fachwerkhäuser am Rhein
Im Volksmund ältestes Haus von Engers genannt, erbaut um 1617.
Aus zwei Baukörpern bestehendes Fachwerkwohnhaus; Am Heinrichhaus 9 und Helle 2, erbaut um 1617, im Kellerbereich und Erdgeschoss Reste der Stadtmauer und eines Stadtmauerturms (Zollpfortenturm) ab 1371.
Katholische Pfarrkirche St. Martin
Die Pfarrkirche St. Martin wurde 1896 in neospätromanischen Formen an der Stelle einer Vorgängerkirche gebaut. Eindrucksvolle Architekturgliederungen rheinischer Prägung aus Backstein und Tuff. Sie steht seit 2003 unter Denkmalschutz.
Evangelische Pfarrkirche
Die Evangelische Pfarrkirche wurde 1900 in neospätgotischen Formen gebaut. Die Kirche wird überragt von einem Turm mit spitzem Pyramidendach. Sie steht seit 2003 unter Denkmalschutz.
Bahnhof Engers
Der Bahnhof Engers mit dem ehemaligen Empfangsgebäude wurde im Jahr 1869 erbaut und diente noch bis Ende des 20. Jahrhunderts als Knotenpunkt im Personen- und Gütereisenbahnverkehr.
Wasserturm
Der Wasserturm wurde 1900 gebaut und versorgte mit dem darin gespeichertem Wasser ganz Engers.
Der Graue Turm
Der Graue Turm aus dem 14. Jahrhundert diente früher auch als Zollturm am Rhein. Heute ist es ein Büro. Außerdem wird er als Aussichtspunkt genutzt.
- Siehe auch: Liste der Kulturdenkmäler in Neuwied

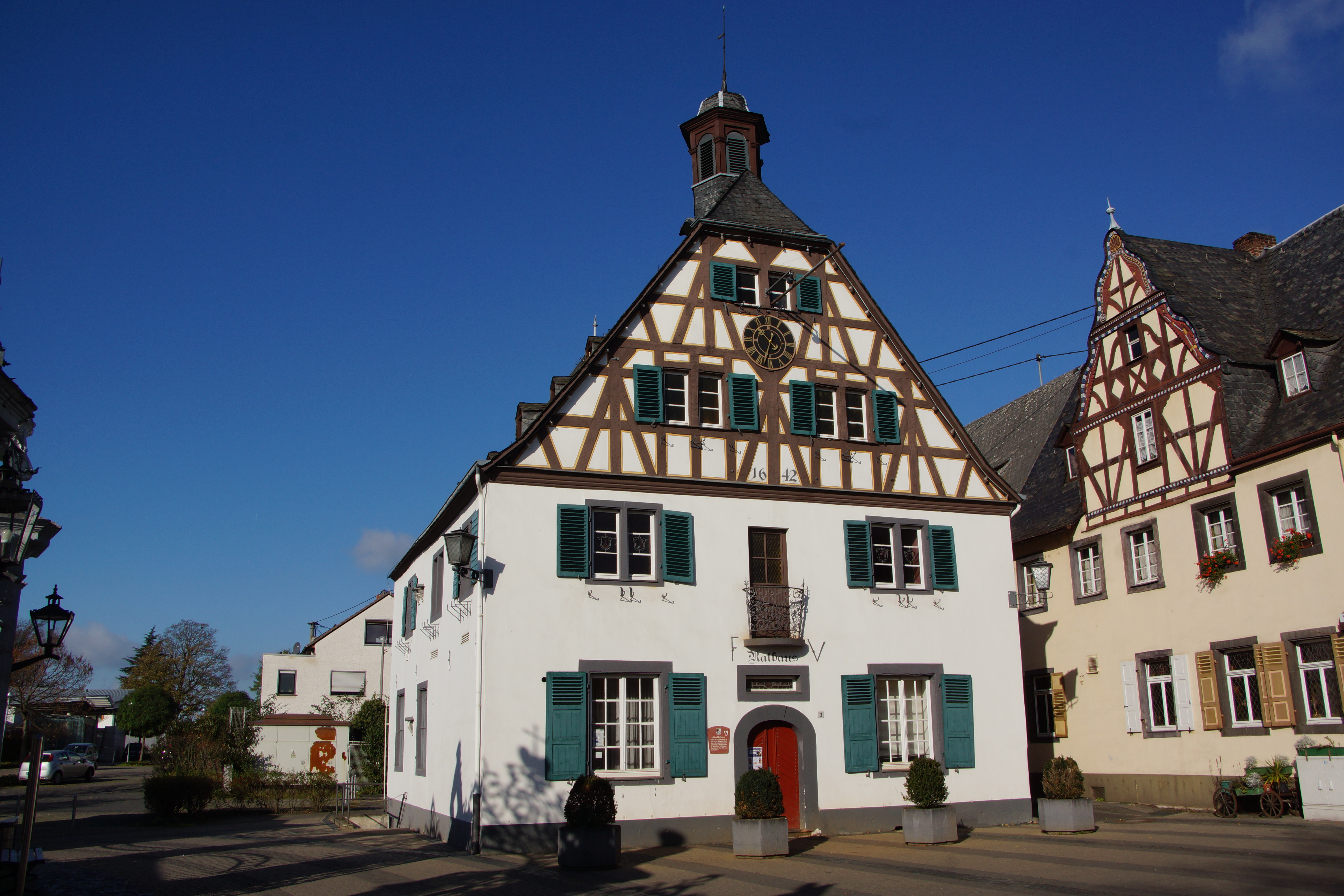
Rathaus (1642)
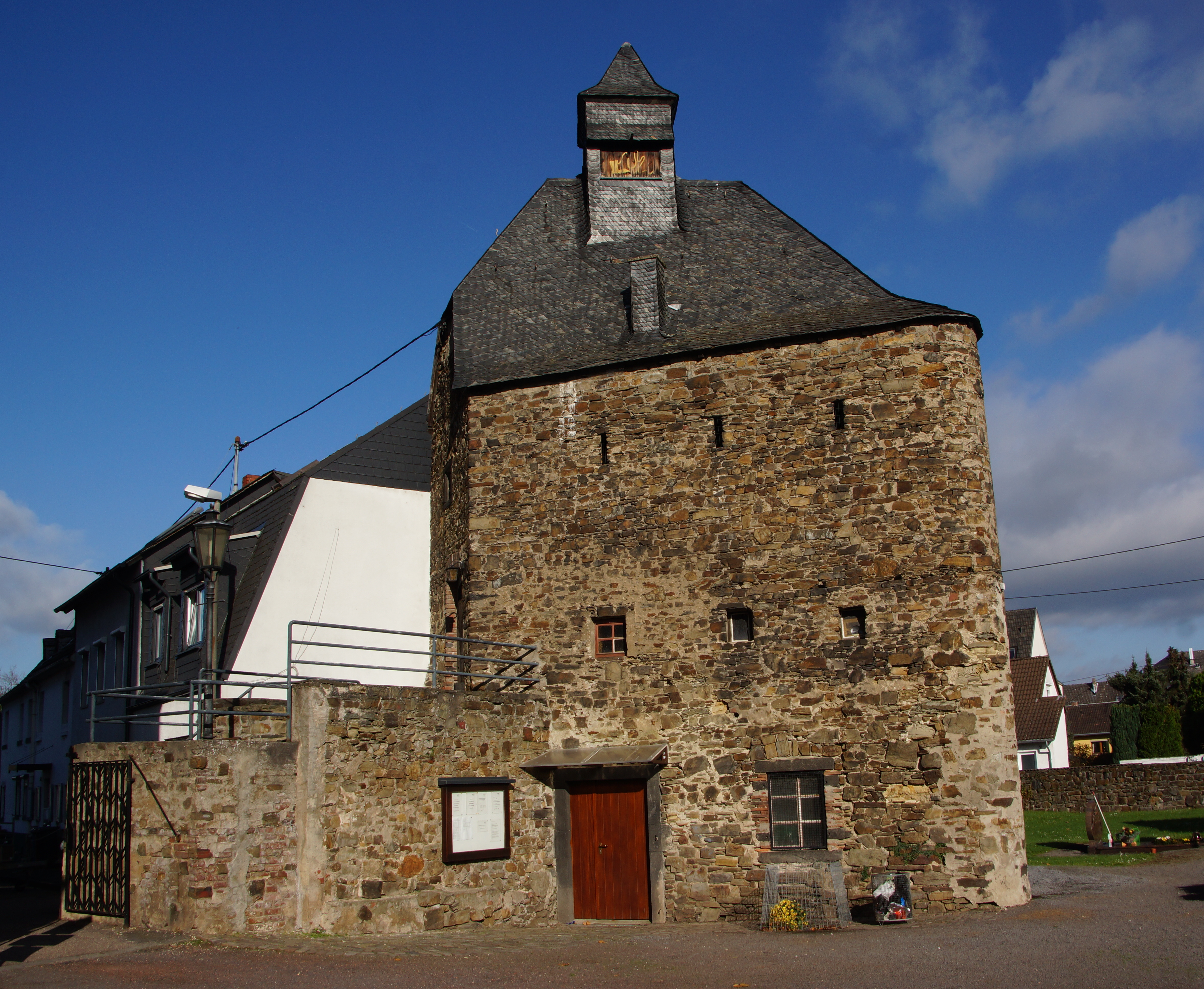
Wachturm neben der St.-Martin-Kirche
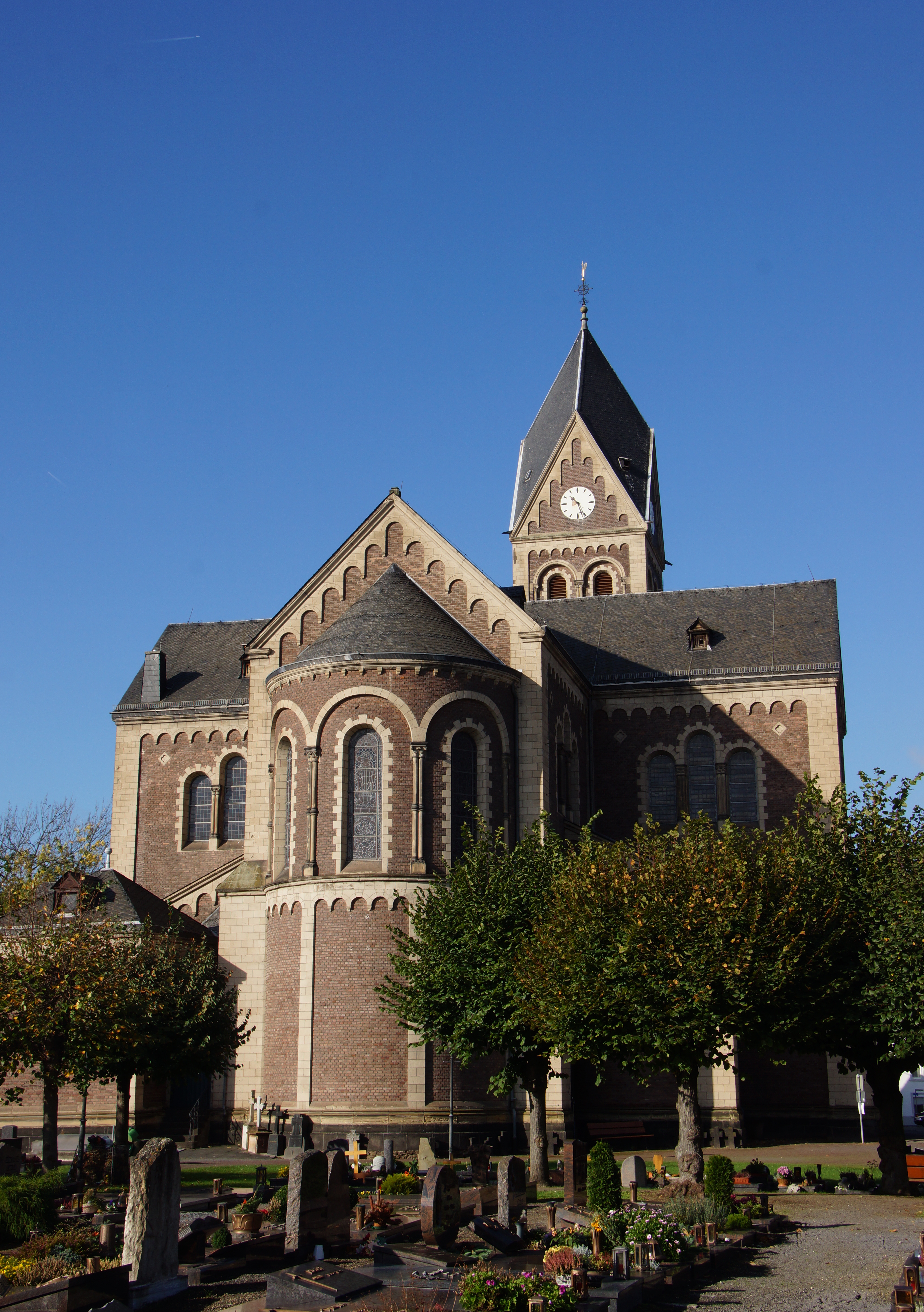
Pfarrkirche St. Martin
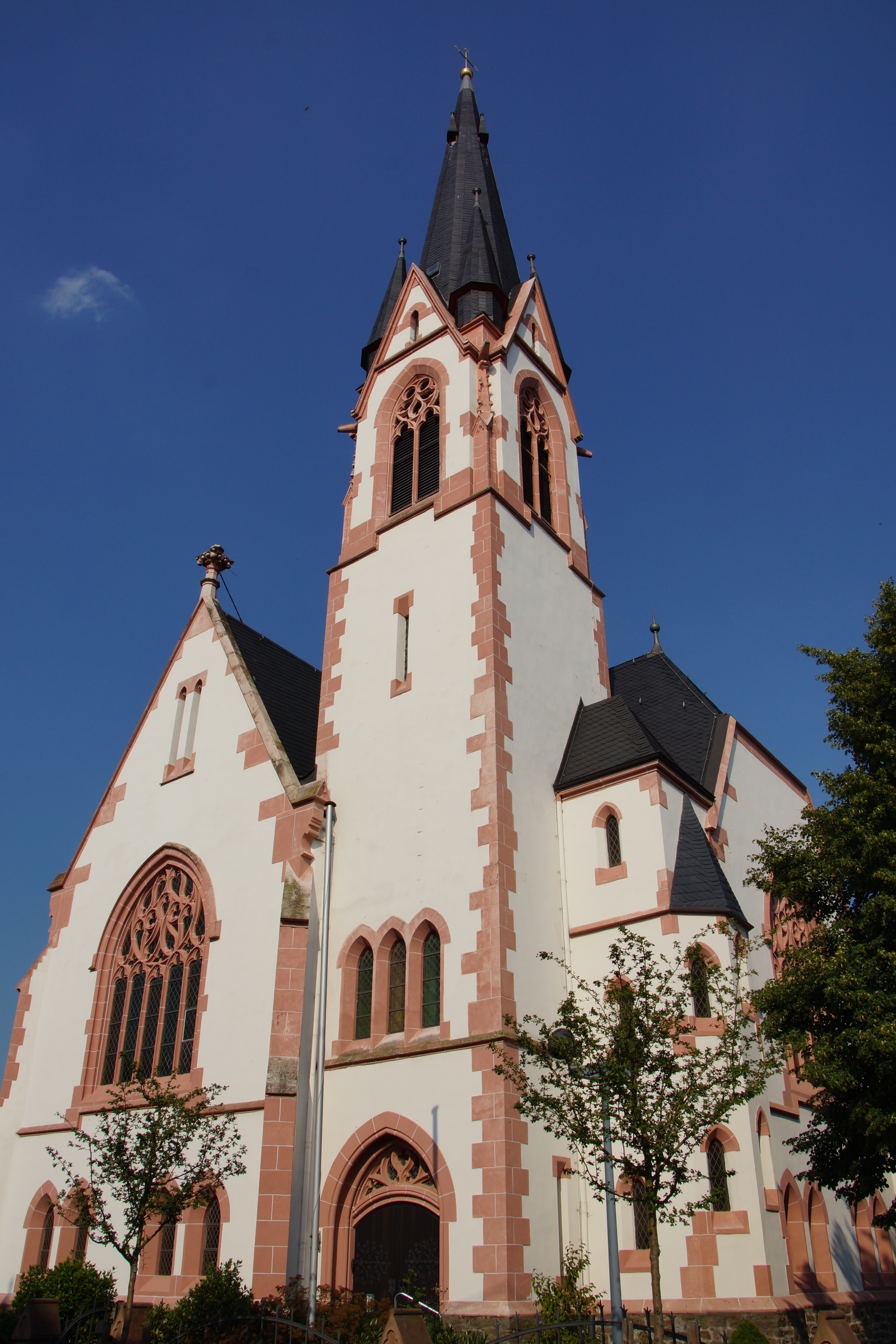
Evangelische Kirche
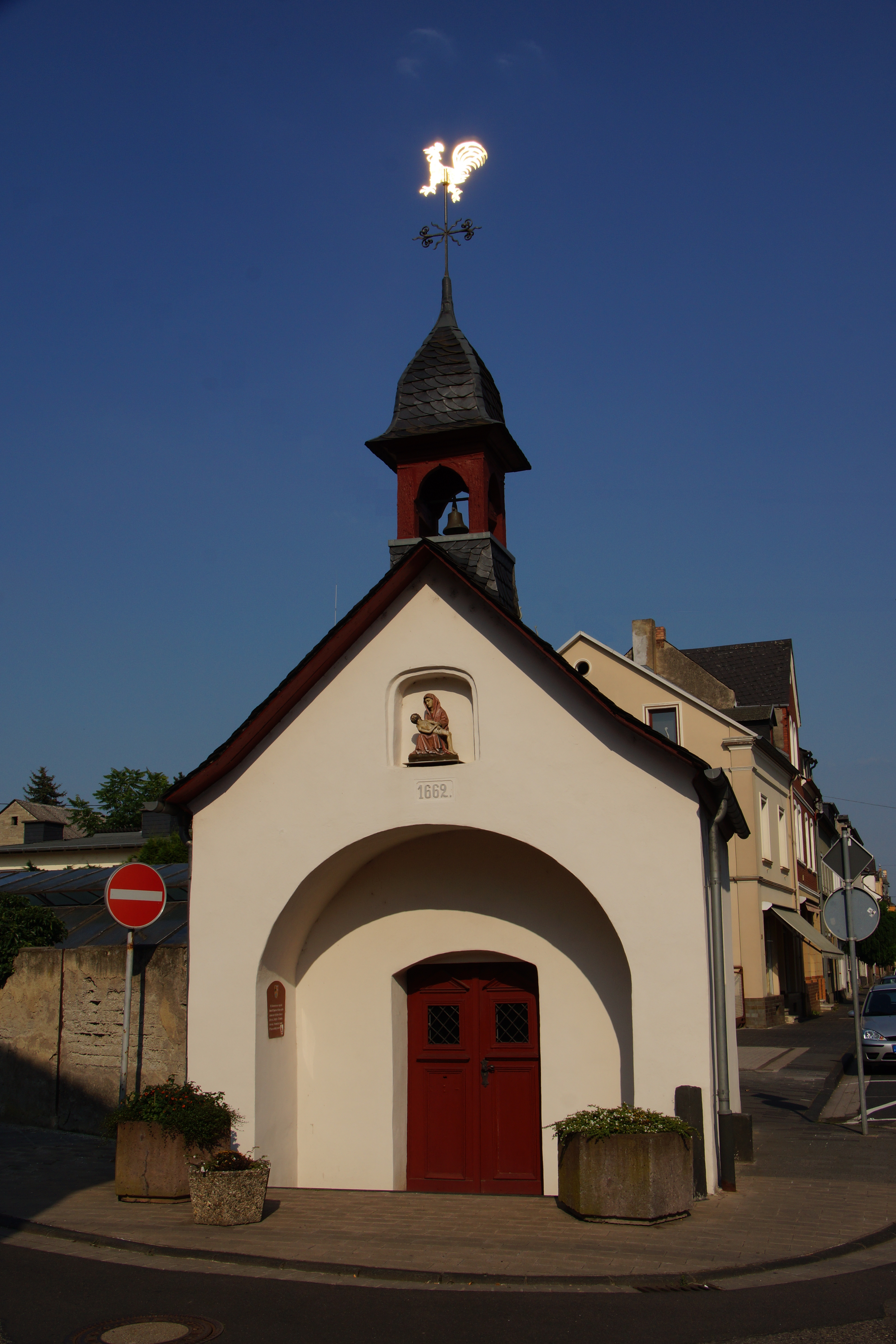
Pestkapelle
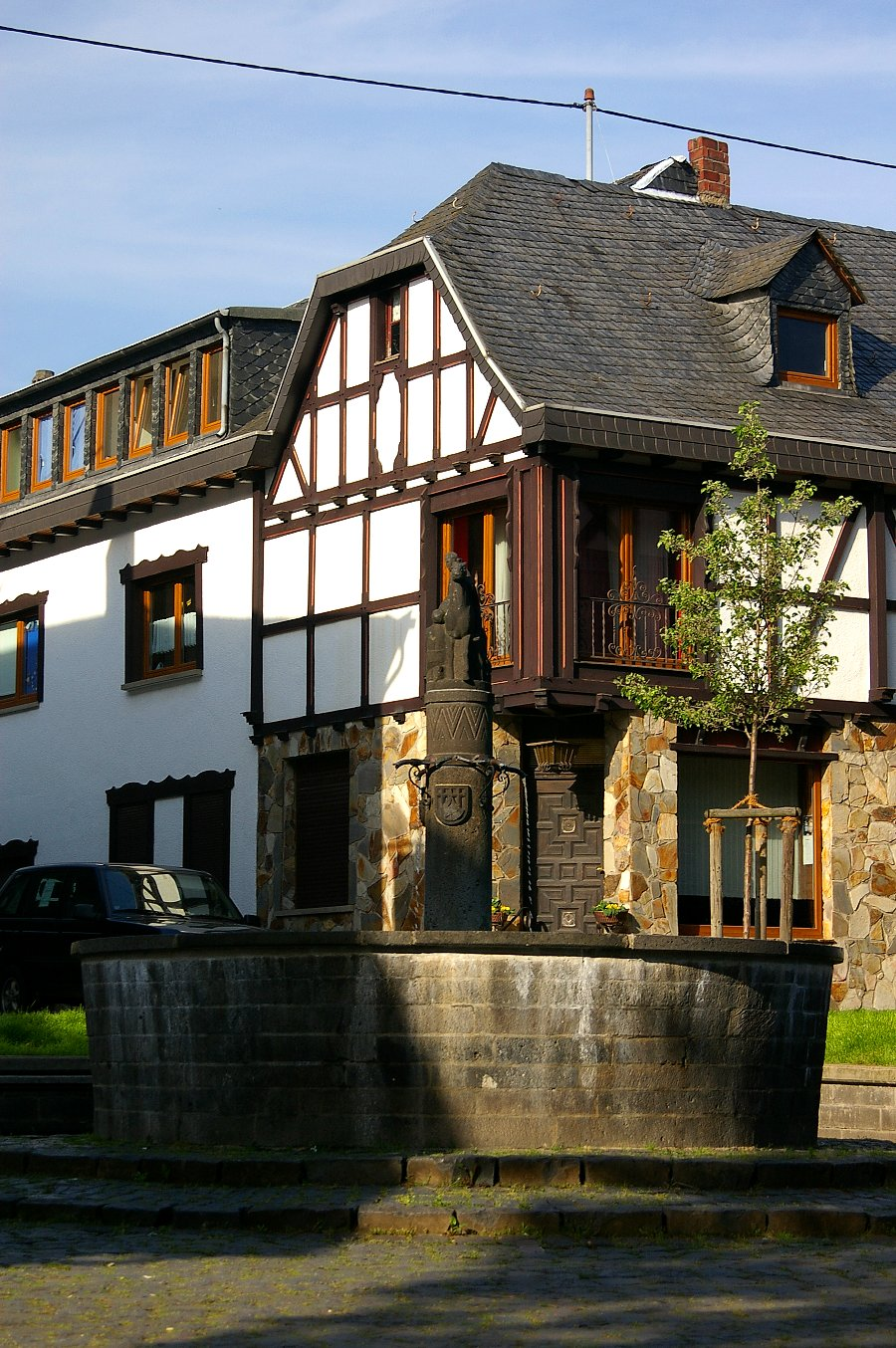
Brunnen
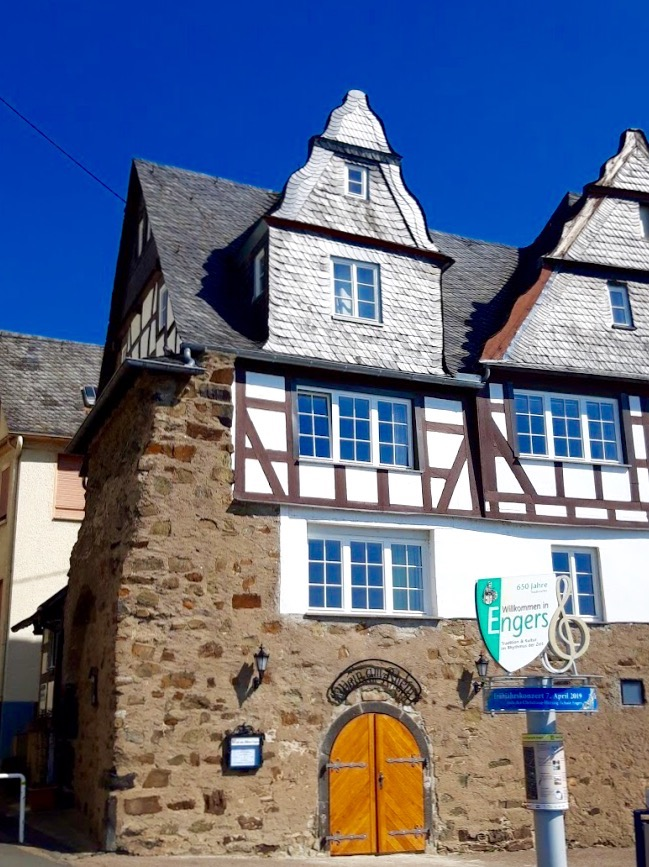
Ältestes Haus von Engers
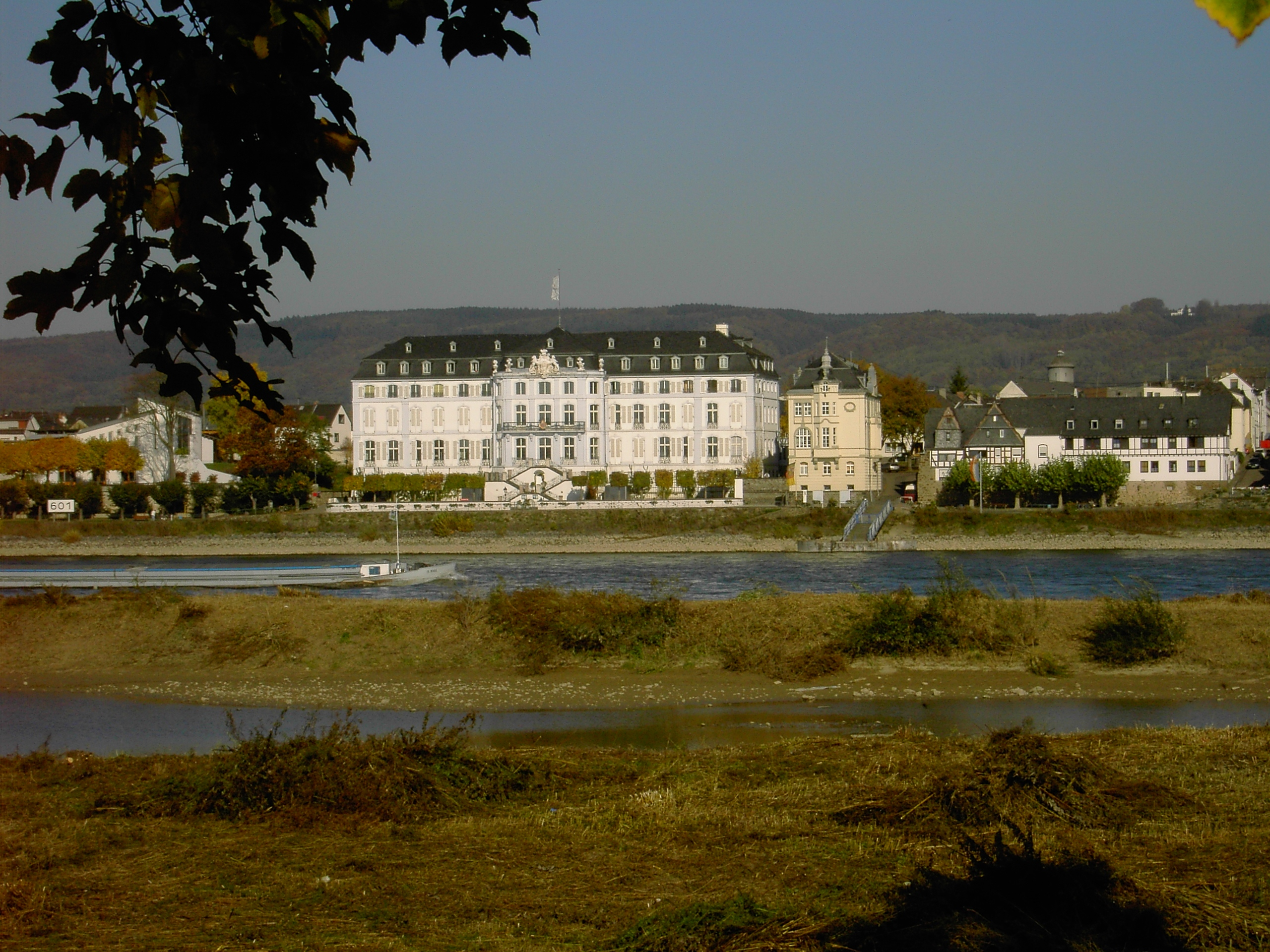
Schloss Engers, von der gegenüberliegenden Rheinseite (Kaltenengers) aus betrachtet
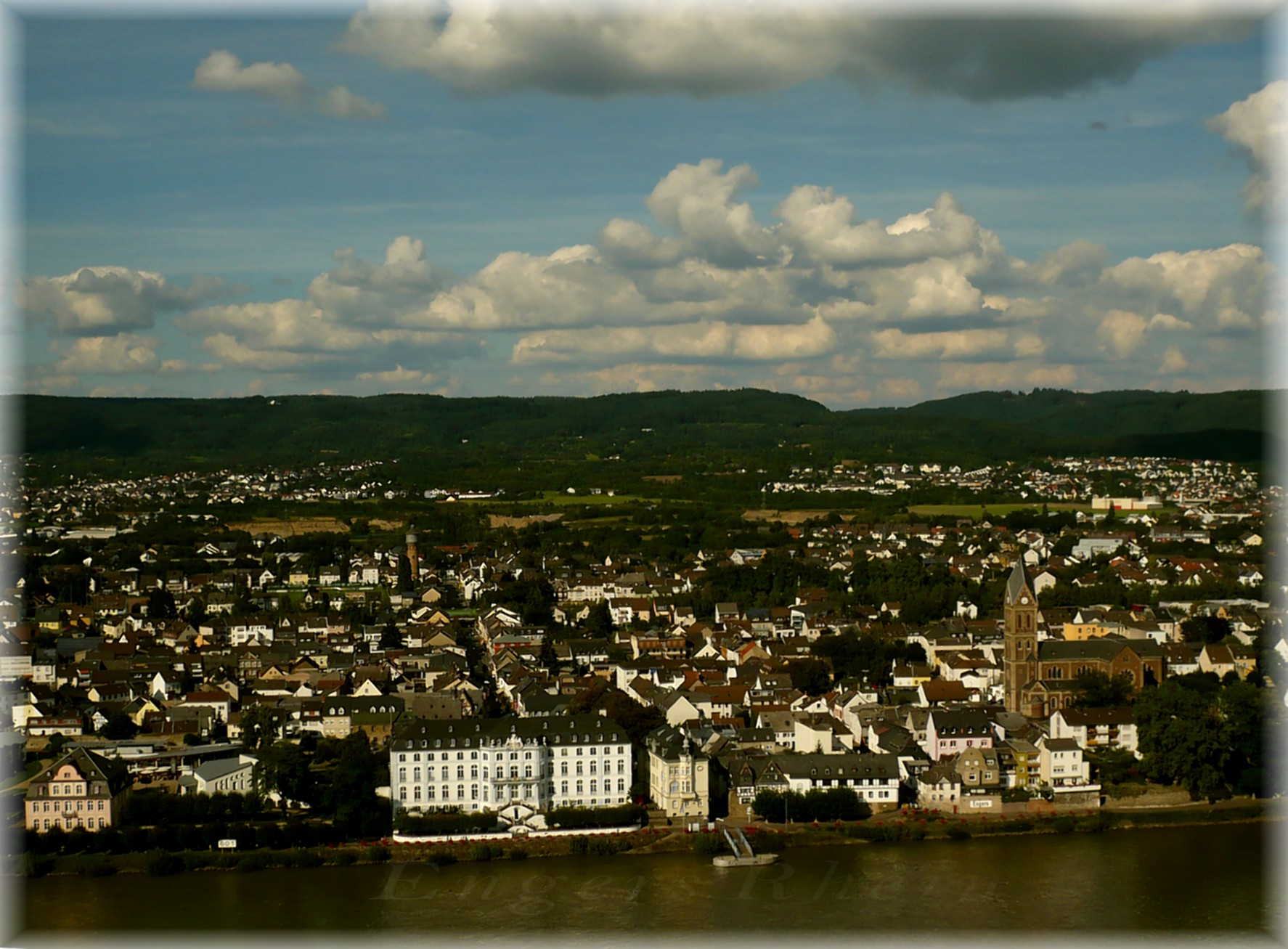
Luftbild Engers
Wasserturm, Luftaufnahme

## Vereinsleben
Engers bietet eine große und bunte Vielfalt an Vereinen, von Sport über Chöre, sozialen Vereinen und verschiedenen Kleinvereinen bis hin zu Traditionsvereinen.
Die meisten Vereine sind im Dachverband Bürgerverein Engers vertreten.
Die Kirmesjahrgänge, die abwechselnd in grün-weiß und rot-weiß auftreten, stehen in Konkurrenz zueinander.
Der FV Engers 07 spielt derzeit in der Oberliga Rheinland-Pfalz/Saar.

## Veranstaltungen
Touristisch interessante Termine sind die Karnevalszeit von Schwerdonnerstag bis Aschermittwoch, der Engerser Tribut an die Heddesdorfer Pfingstreiter am Pfingstdienstag, die Engerser Kirmes (10 Tage nach Fronleichnam) sowie der Nußknackermarkt am ersten Adventswochenende.
Des Weiteren gibt es zahlreiche Openair-Konzerte und Musikveranstaltungen, die die zahlreichen Chöre sowie die Villa Musica anbieten.
Als überraschender Erfolg hat sich die Nachtwächterführung durch Engers erwiesen, die durch die große Nachfrage mindestens zweimal im Monat stattfindet.

## Verkehr
Der Bahnhof Engers liegt an der rechten Rheinstrecke. Sie wird durch die RB 27 (Koblenz-Neuwied-Bonn-Beuel-Köln/Bonn Flughafen–Köln-Grevenbroich-Mönchengladbach) befahren, der nach dem Rheinland-Pfalz-Takt täglich im Stundentakt betrieben wird. Aufgrund der Lage von Engers im Landkreis Neuwied gilt der Tarif des Verkehrsverbund Rhein-Mosel VRM. Der nächstgelegene Halt des Eisenbahnfernverkehrs ist der Hauptbahnhof Koblenz. Zudem gibt es einen Schiffsanleger.
Engers liegt ebenso an der Brexbachtalbahn/Holzbachtalbahn (Au (Sieg)-Altenkirchen-Flammersfeld-Puderbach-Selters-Siershahn-Ransbach/Baumbach-Grenzau-Engers).

## Persönlichkeiten
- Georg von Viebahn (1840–1915), 1883–1888 Kommandeur der Kriegsschule Engers, 1915 in Engers begraben (die Grabsteine des ehemaligen Familienfriedhofs von Viebahn befinden sich seit 1952 an der Nordseite der Evangelischen Kirche[12])
- Carl Wilhelm Weniger (1874–1945), Konteradmiral der Kriegsmarine
- Alfred Bernau, eigentlich Adolf Breidbach (1879–1950), Schauspieler, Regisseur und Theaterdirektor
- Heinrich Zimmermann (1915–1980), römisch-katholischer Theologe und Neutestamentler
- Otto Bach (1924–2010), Pädagoge und Heimatforscher
- Hans Trees (1925–2005), Politiker und Landtagsabgeordneter (SPD), 1964–1966 Bürgermeister der Stadt Engers, 1966–1970 des Amtes Engers, 1971–1990 der Stadt Neuwied
- Laurentius Klein (1928–2002), Abt der Benediktiner[13]
- Karl-Heinz Böckstiegel (* 1936), Rechtswissenschaftler
- Edgar Streck (* 1942), Jurist, Richter am Bundesgerichtshof
- Wolfram Maas (* 1950), Diplomat
- Achim Fink (* 1954), Jazz-, Rock-, Pop- und Theatermusiker
- Wolfgang M. Schmitt (* 1987 oder 1988), Literaturwissenschaftler, Filmkritiker, Webvideo-Produzent, Podcast-Moderator und Autor